# Pambak (Lorri)
Pambak – wieś w Armenii, w prowincji Lorri. W 2011 roku liczyła 341 mieszkańców.